# 이치조지역
이치조지역(일본어: 一乗寺駅, いちじょうじえき)은 일본 교토부 교토시 사쿄구에 위치한 에이잔 전철 에이잔 본선의 역이다. 역 번호는 E04이다.

## 역사
- 1925년 9월 27일: 영업 개시.
- 1942년 3월 2일: 교토 전등의 철궤도 사업을 게이후쿠 전기 철도가 승계, 게이후쿠 전기 철도 에이잔 본선의 역이 됨.
- 1986년 4월 1일: 게이후쿠 전기 철도가 에이잔 본선을 에이잔 전철에 양도, 에이잔 전철 에이잔 본선의 역이 됨.

## 역 구조
상대식 승강장 2면 2선의 승강장을 갖는다. 평소에는 역무원의 배치역이지만, 평일 아침과 다객 때의 토요일만 담당자가 배치되므로 데마치야나기 방향 출입구에는 개찰구 형태의 울타리가 설치되어 있다. 데마치야나기 행 승강장에만 매표기가 설치되어 평일은 7시 30분부터 20시 30분까지 토요일과 휴일은 8시부터 20시 30분까지 가동한다.
상하행선 승강장에 배리어 프리에 대응하지 않는다. 도로에서 플랫폼 면까지 계단만 있지만 휠체어 등에서의 이용에는 간호자가 필요.

### 승강장
| ↑ 자야마   |
| \| 하      |
| 슈가쿠인 ↓ |

|  | ■ 에이잔 본선(상행) | 데마치야나기 행 게이한 선(산조・히라카타시・오사카 방면;데마치야나기 환승) |
|  | ■ 에이잔 본선(하행) | 야세히에이잔구치・구라마 방면                                              |

## 역 주변
역 주변은 상점가로, 역 부근의 교토 라멘이 유명하다.
- 교토 공예섬유대학(통상으로는 버스 이용)
- 교토 시립 슈가쿠인 중학교
- 교토 시립 슈가쿠인 제2초등학교
- 시가 은행 이치조지 지점
- 장군 산성

## 인접역
| 에이잔 전철 ■ 에이잔 본선    | 에이잔 전철 ■ 에이잔 본선 | 에이잔 전철 ■ 에이잔 본선          |
| ---------------------------- | ------------------------- | ---------------------------------- |
| E03 자야마 데마치야나기 방면 |                           | 슈가쿠인 E05 야세히에이잔구치 방면 |